# Saint-Georges-sur-Erve
Saint-Georges-sur-Erve è un comune francese di 425 abitanti situato nel dipartimento della Mayenne nella regione dei Paesi della Loira.

## Società

### Evoluzione demografica
Abitanti censiti